# Ким, Ван и Кьеу
Ким Ван Кьеу (вьет. Kim Vân Kiều) — первый художественный фильм, снятый во Вьетнаме в 1923 году.
При съёмке фильма использовались только вьетнамские костюмы, актёры и декорации, предоставленные аннамским театром Куанг Лак (Ханой).
До начала 1923 года новая компания планировала снять первый художественный фильм во Вьетнаме и выбрала для показа «История Кьеу». Это типичное произведение вьетнамской национальной литературы, которое вьетнамский ученый, журналист и переводчик Нгуен Ван Винь только что перевёл на французский язык, чтобы познакомить Западную Европу с вьетнамской литературой. Выбор литературного произведения тоже был не случайным. Нгуен Ван Винь стал первым, кто поставил знаменитые европейские театральные постановки во Вьетнаме.
9 июня 1923 года в газете «Trung Bắc Tân văn» Нгуен Ван Винь высказал своё мнение о создании Ким Ван Кьеу: «Теперь я хочу пригласить своих коллег провести ещё один подобный эксперимент, но результат, вероятно, будет лучше, чем при постановках „Мещанин во дворянстве“ и „Мнимый больной“. Мы также можем снимать кино, как и западное общество, работы которых высоко ценятся во всём мире. Более того, сняв захватывающий фильм компанией „Indochine Films et Cinéma“, весь мир насладится вьетнамской традиционной поэзией. У каждого появится возможность не только достойно оценить вьетнамскую литературу и высокий полёт мысли, но и соприкоснуться с культурой Вьетнама».